# 大鹏战斗机
布莱克本大鹏（Blackburn Roc）是英国皇家海军航空兵在二战初期装备的一种舰载战斗机。该机由布莱克本飞机有限公司（Blackburn Aircraft Ltd）设计和生产，名字则来源於阿拉伯神话中的巨鸟。最初生产的“大鹏”是配有浮筒的水上战斗机，共制造了四架。当第一架飞机在试飞中坠毁后，剩下的三架飞机经过修改后顺利完成了试飞，但英国皇家海军很快放弃了水上战斗机的开发。
尽管是二战前刚投入使用的新飞机（首次试飞於1938年12月23日），但由于设计思想上的问题，导致“大鹏”的服役时间相当短。“大鹏”是从“贼鸥”式俯冲轰炸机发展而来的战斗机改型，其武装为背部动力炮塔内的四挺7.7毫米机抢，用于打击追尾攻击的敌方战斗机。采用相同武装配置的还有博尔顿·保罗公司的“无畏”式战斗机。和当时其他英国战斗机（如“飓风战斗机”）比较起来，炮塔战斗机的火力较弱。虽然动力炮塔使得它可以攻击任何方向的敌机，但反应速度却不如普通战斗机那样快捷。另外，动力炮塔的重量导致“大鹏”的速度比“贼鸥”还要低，因此该机最终还是主要被用作轰炸任务。虽然很少作为战斗机使用，不过根据记载，该机在二战初期曾击伤了一架德国的亨克尔He 59水上飞机。
尽管“大鹏”的设计出自布莱克本公司之手，其生产工作却是交由博尔顿·保罗公司完成的（136架）。它和另一种布莱克本公司设计的飞机，“贼鸥”式一起从1940年2月到1941年8月被部署在皇家海军航空兵所属的两个陆上基地。在挪威战役期间，800中队和803中队的部分飞机搭载皇家方舟号航空母舰参与了作战行动。
最终所有的“大鹏”都被转用于教练任务或者担当拖靶飞机，并在1943年后完全退出了现役。

## 使用国家
- 英国
  - 皇家海军、皇家海军航空兵

## 基本性能特征
参考资料：British Aircraft Directory
基本信息
- 机组：2

性能
武器

- 機槍：4× 0.303英吋（7.7毫米）白朗寧機槍，安裝在動力炮塔上
- 炸彈：8× 30磅（14公斤）炸彈

## 相关内容
相关开发
- 贼鸥式战斗轰炸机

类似型号
- 无畏战斗机